# Arkys sibil
Arkys sibil là một loài nhện trong họ Araneidae.
Loài này thuộc chi Arkys. Arkys sibil được Pater Chrysanthus miêu tả năm 1971.